# Rhophitulus evansi
Rhophitulus evansi là một loài Hymenoptera trong họ Andrenidae. Loài này được Ruz & Chiappa mô tả khoa học năm 2004.